# Artemisia eriopoda
Artemisia eriopoda — вид квіткових рослин з родини айстрових (Asteraceae). Поширення: Східна Монголія, Китай та Японія. Населяє лісові узлісся, узбіччя доріг, луки, чагарники, каньйони, лісостепи, степи, приморські дюни, пустирі, схили, гори.

## Біоморфологічна характеристика
Це багаторічна трав'яниста рослина заввишки (30)40–80 см, сильно розгалужена, з коротким товстим кореневищем. Прикореневе та нижнє стеблове листя листя на ніжці 1.5–3 см; листова пластинка майже кругла, широкояйцеподібна або оберненояйцеподібна, 4–6(8) × 2.5–6 см; від 1- або 2-перисторозсіченої до майже цілої; сегменти 2 або 3(або 4) пари. Середнє стеблове листя: пластинка майже кругла або широкояйцеподібна, 2–4 × 2–4 см, 1- або 2-перисто-розсічені або роздільні; частки 2 або 3 пари, еліптичні або майже лопатчасті, 3-роздільні або роздільні, пилчасті або цілісні на верхівці. Найбільш верхнє листя перисторозсічене; частки еліптичні або часточки вузьколінійні або вузьколанцетні; листоподібні приквітки 3-лопатеві або цілокраї. Синцвіття — широка волоть, головних гілок багато, з короткими бічними розгалуженнями. Квіткові голови численні, на ніжках. Обгортка широкояйцеподібна або майже куляста, 1.5–2.5 мм у діаметрі. Крайових жіночих квіточок 4–8. Дискових квіточок 6–10, чоловічі. Сім'янка довгаста. Цвітіння та плодіння: червень — листопад.